# Llista de muntanyes de la Foia de Bunyol
Llista de muntanyes a la comarca de la Foia de Bunyol, al País Valencià.
| Nom                            | Altura   | Municipi  | Unitat de relleu       | Coordenades                                            | Foto |
| ------------------------------ | -------- | --------- | ---------------------- | ------------------------------------------------------ | ---- |
| Alto de Santa María            | 1.127 m. | Xiva      | Serra de Santa Maria   | 39° 32′ 36″ N, 0° 55′ 10″ O / 39.5434545°N,0.9194598°O |      |
| Puntal de la Nevera            | 1.116 m. | Setaigües | Serra de Malacara      | 39° 25′ 34″ N, 0° 54′ 49″ O / 39.4260195°N,0.9137264°O |      |
| Puntal de la Nevera            | 1.116 m. | Bunyol    | Serra de Malacara      | 39° 25′ 34″ N, 0° 54′ 49″ O / 39.4260195°N,0.9137264°O |      |
| Pico de Martés                 | 1.083 m. | Iàtova    | Serra de Martés        | 39° 19′ 29″ N, 0° 56′ 46″ O / 39.3246778°N,0.9461225°O |      |
| Cerro del Ardalejo             | 1.037 m. | Setaigües | Serra del Tejo         | 39° 29′ 29″ N, 0° 56′ 31″ O / 39.4915203°N,0.941887°O  |      |
| Pico de los Ajos               | 1.082 m  | Xiva      | Serra de Xiva          | 39° 30′ 50″ N, 0° 52′ 13″ O / 39.5139614°N,0.8702667°O |      |
| Pico de los Ajos               | 1.082 m  | Setaigües | Serra de Xiva          | 39° 30′ 50″ N, 0° 52′ 13″ O / 39.5139614°N,0.8702667°O |      |
| Alto de la Yerba               | 1.040 m. | Xiva      | Serra de los Bosques   | 39° 32′ 26″ N, 0° 50′ 05″ O / 39.5405981°N,0.8347551°O |      |
| Alto de Malén                  | 1.032 m. | Setaigües | Serra de Santa Maria   | 39° 31′ 49″ N, 0° 58′ 07″ O / 39.5303519°N,0.9686763°O |      |
| Monte Gordo                    | 1.023 m. | Xiva      | Serra de Xiva          | 39° 32′ 00″ N, 0° 49′ 45″ O / 39.5334009°N,0.8290838°O |      |
| Peñarrubia                     | 976 m.   | Setaigües | Serra del Tejo         | 39° 29′ 47″ N, 0° 55′ 23″ O / 39.4965029°N,0.9230358°O |      |
| Pico del Ave                   | 950 m.   | Dosaigües | Serra del Ave          | 39° 18′ 19″ N, 0° 46′ 42″ O / 39.3051731°N,0.7784197°O |      |
| Alto del Carcamal              | 894 m.   | Dosaigües | Serra del Ave          | 39° 18′ 23″ N, 0° 49′ 09″ O / 39.3064353°N,0.8191726°O |      |
| Alto de la Cazoleta            | 892 m.   | Xiva      | Serra de Xiva          | 39° 31′ 34″ N, 0° 48′ 06″ O / 39.5260523°N,0.8015485°O |      |
| la Colalta (o Colaita)         | 829 m.   | Dosaigües | Serra del Caballón     | 39° 15′ 58″ N, 0° 42′ 03″ O / 39.2661348°N,0.7009596°O |      |
| Cerro de Simón                 | 815 m.   | Setaigües | Serra de las Cabrillas | 39° 25′ 57″ N, 0° 58′ 01″ O / 39.4324378°N,0.9668609°O |      |
| Alto de la Solsida             | 807 m.   | Dosaigües | Serra del Caballón     | 39° 16′ 46″ N, 0° 44′ 58″ O / 39.2795344°N,0.7495334°O |      |
| Alto Gordo                     | 796 m.   | Bunyol    | Serra de la Cabrera    | 39° 26′ 36″ N, 0° 48′ 58″ O / 39.4433713°N,0.8161675°O |      |
| Alto de los Cuchillos          | 790 m.   | Dosaigües | Serra del Caballón     | 39° 15′ 49″ N, 0° 41′ 29″ O / 39.2635088°N,0.6913322°O |      |
| la Mora Negra                  | 765 m.   | Bunyol    | Serra de las Cabrillas | 39° 25′ 16″ N, 0° 58′ 26″ O / 39.4211131°N,0.97384°O   |      |
| el Motrotón                    | 611 m.   | Iàtova    |                        | 39° 22′ 10″ N, 0° 48′ 59″ O / 39.369457°N,0.816523°O   |      |
| el Pulpitico                   | 609 m.   | Iàtova    | Serra del Ave          | 39° 19′ 00″ N, 0° 52′ 09″ O / 39.3166356°N,0.8690917°O |      |
| el Pulpitico                   | 609 m.   | Dosaigües | Serra del Ave          | 39° 19′ 00″ N, 0° 52′ 09″ O / 39.3166356°N,0.8690917°O |      |
| Alto del Madroñal              | 589 m.   | Dosaigües | Serra del Caballón     | 39° 16′ 51″ N, 0° 48′ 35″ O / 39.2809077°N,0.8095842°O |      |
| Alto de Roger                  | 555 m.   | Xest      | Serra de Xiva          | 39° 33′ 23″ N, 0° 47′ 19″ O / 39.5563989°N,0.7886602°O |      |
| Alto del Planell               | 451 m.   | Bunyol    |                        | 39° 24′ 43″ N, 0° 46′ 30″ O / 39.4118226°N,0.7750592°O |      |
| Alto de Miravalencia           | 445 m.   | Alboraig  |                        | 39° 25′ 15″ N, 0° 44′ 02″ O / 39.4207526°N,0.7339325°O |      |
| Alto de Miravalencia           | 445 m.   | Bunyol    |                        | 39° 25′ 15″ N, 0° 44′ 02″ O / 39.4207526°N,0.7339325°O |      |
| Alto de Miravalencia           | 445 m.   | Godelleta |                        | 39° 25′ 15″ N, 0° 44′ 02″ O / 39.4207526°N,0.7339325°O |      |
| Alto de Miravalencia           | 445 m.   | Xiva      |                        | 39° 25′ 15″ N, 0° 44′ 02″ O / 39.4207526°N,0.7339325°O |      |
| Tossal del Castell de Macastre | 430 m.   | Macastre  |                        | 39° 22′ 46″ N, 0° 47′ 20″ O / 39.3793992°N,0.7889107°O |      |
| Punta de Santa Bàrbara         | 400 m.   | Macastre  |                        | 39° 22′ 05″ N, 0° 47′ 12″ O / 39.3681758°N,0.7865396°O |      |
| Alto del Peral                 | 329 m.   | Xiva      | Serra Perenxisa        | 39° 25′ 51″ N, 0° 34′ 24″ O / 39.4307399°N,0.5733869°O |      |